# Antropologia simbòlica
L'antropologia simbòlica és la comprensió de la cultura, l'ésser humà i les seves vicissituds, a partir del símbol i els seus significats particulars i universals. La particularitat és la història personal, el que Freud anomenaria inconscient personal i l'universal. I estaria en el registre del que Carl Jung anomena inconscient col·lectiu. Aquesta es pot definir com una forma de llenguatge.

## Antecedents
L'antropologia simbòlica i interpretativa ha tingut un paper molt rellevant dins la història. Aquesta apareix com una tradició antropològica de la segona meitat del segle xx.

## Origen

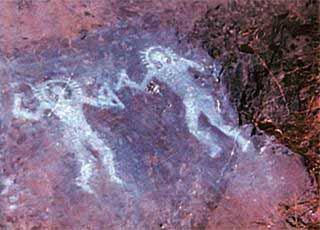
ancientastronauts

Els símbols i el fet simbòlic han estat treballats i reflexionats des de la branca de l'antropologia. Les persones més rellevants en aquest camp han estat Mary Douglas, Victor Turner i Clifford Geertz. Aquestes destaquen com les figures associades a l'emergència i consolidació de l'antropologia simbòlica i interpretativa. L'antropologia simbòlica explica com els símbols han persistit i s'han transmès al llarg de la història de la humanitat.

### Història
A mitjans dels anys 60, sorgeix l'antropologia simbòlica, la qual no va ser utilitzada per cap dels seus proponents durant el període formatiu, sinó que va ser una cosa inventada pels seus opositors.

#### Simbolització n'embeu
Busquen la forma de la simbolització i formalització del conflicte ritual, expressat principalment per l'oposició entre els principis de la matrilinealitat (que regeix els drets prioritaris de residència, successió de càrrecs i herència de la propietat) i virilocalitat matrimonial (o artificialitat, en què l'home té el dret a residir en la seva pròpia població amb la dona i els fills). Turner va teoritzar que aquesta simbolització estava integrada en una manera de classificació tripartida, que es relacionava amb els colors blanc, vermell i negre.

#### La dinàmica del procés ritual
Quan Turner postula que les celebracions dels rituals són fases de processos socials més amplis, es refereix al fet que el procés ritual és una part important del funcionament i reproducció d'una estructura social donada. Aquest interès consistia a posar l'eix de l'estudi en l'anàlisi de l'estructura del poblat i els processos de conflicte i resolució del conflicte inherents a l'estructura de la communitas.
En la societat n'embeu (que Turner estudia) es donen contradiccions generades per la mateixa estructura social. La principal contradicció està duta a terme pel conflicte entre la matrilinealitat i la virilocalitat matrimonial. Així, es dona aquest permanent conflicte en què els homes tracten de retenir els seus fills a casa, així com recuperar els fills de les seves germanes.
Turner va utilitzar el concepte de "drama social" per a analitzar la manera com aquests conflictes es resolen a l'interior del poblat. Quan els conflictes esclaten de manera oberta, surten a la llum les tensions subjacents del sistema social. Es produeix un trencament que, en desenvolupar-se com a crisi, pot portar a una "esquizogènesi" de la societat. Però, hi ha un conjunt de mecanismes mitjançant els quals el mateix conflicte es posa al servei d'afirmar la unitat del grup, un procés de resolució que pot expressar-se (almenys en el cas dels n'embeu) com un procés ritual.
Durant el procés del ritual, es dramatitzen les relacions socials inherents fent visibles sentiments i disposicions psicològiques que poden estar creant o creen conflictes i que no són directament percebuts. Perquè això succeeixi, es donen tres fases diferents del procés ritual: primer de tot, tenim el ritu de separació en què els individus s'escindeixen del temps i l'espai secular; en segon lloc, trobem el ritu de liminalitat o de marge per dir quina és la seva posició social en un moment determinat, fent públic allò privat; i per acabar, els individus es reintegren a les posicions que ocupaven en l'estructura social. El ritual funciona, aleshores, adaptant i readaptant periòdicament els individus biofísics a les condicions bàsiques i als valors axiomàtics de la vida humana social; per això, aquest procés ritual es pot donar per a diferents classes de rituals: una classe de rituals funcionen com a reparadores i reguladores, que corregeixen les desviacions de la conducta prescrites pels costums, i una altra classe en preveu les desviacions i els conflictes.

## Objectiu de l'estudi antropològic
Una ideologia cultural diu que el paper dels antropòlegs és interpretar els símbols clau de cada cultura i entendre'ls; per això, diu, com més s'entén un poble, més lògiques i singulars semblen les experiències personals. Així, per a ells, en una interpretació antropològica, el més important és aconseguir una comprensió exacta del que significa i del que no significa quelcom. Per això es pregunten si en aquest esforç per a aconseguir una interpretació poden distingir les diferents accions o símbols.

## Diferents camps d'estudi
Geertz afirmava que, per a estudiar la cultura des d'un punt de vista antropològic, és impossible aplicar una llei o una teoria determinada; per a ell l'única manera d'estudiar les conductes humanes dins del context cultural al qual pertanyen és amb l'experiència i l'observació.
Geertz i gran part dels antropòlegs simbòlics posen en dubte l'autoritat de l'etnografia. Assenyalen que els antropòlegs es limiten a fer interpretacions plausibles del significat de la trama simbòlica, que és la cultura, a partir de la descripció densa de la major quantitat de punts de vista que sigui possible conèixer respecte a un mateix succés. Els simbòlics no creuen que tots els elements de la trama cultural tinguin el mateix sentit per a tots els membres d'una societat. Més aviat creuen que poden ser interpretats de maneres diferents, depenent de la posició que ocupin en l'estructura social o dels condicionaments socials i psíquics.
Geertz, se l'ha considerat com el creador de l'anomenada antropologia simbòlica que, en contrast amb l'antropologia cultural convencional, identifica una manera de concebre el treball antropològic en la definició i interpretació d'aquells agents que estudia. És a dir, l'antropologia simbòlica se centra en les diferents maneres amb què la gent entén la seva realitat al voltant del que succeeix, així com les accions dels altres membres de la seva societat. Totes aquestes interpretacions s'estableixen per mitjà de símbols i processos, com per exemple els rituals; i és mitjançant aquests com els éssers humans estableixen significats a les seves accions.